# Kościół Świętego Ducha w Bytomiu
Kościół Świętego Ducha w Bytomiu – kościół filialny parafii Wniebowzięcia NMP w Bytomiu, wybudowany jako kaplica przyszpitalna w 1721 roku, wpisany do rejestru zabytków nieruchomych województwa śląskiego

## Historia
Kościół został wybudowany w 1721 roku na terenie założonego w 1299 roku szpitala Świętego Ducha, na miejscu wcześniejszej drewnianej kaplicy. Według Józefa Lompy pierwotny drewniany kościół powstał na miejscu, gdzie nocował Władysław Łokietek z towarzyszami w 1298 roku. Miał zostać wystawiony z wdzięczności Bogu przez króla. 
W kaplicy pw. Ducha Św. szpitala Miechowitów na miejscu, w którym stoi dziś kościół, odprawiał Msze nuncjusz apostolski Hipolit Aldobrandini, późniejszy papież Klemens VIII. Po wieloletniej przerwie kościół spełnia funkcje sakralne. Obecnie administracyjnie przynależy do parafii p.w. Wniebowzięcia NMP przy Rynku. Jest to jedna z kilku świątyń w diecezji gliwickiej, w których sprawuje się Mszę św. w tzw. Nadzwyczajnej Formie Rytu Rzymskiego (ryt Trydencki; nabożeństwa w niedziele i święta nakazane o 9.45). Jest to także jedyny kościół miasta, który pozostał cały czas katolicki (nie był zajęty przez protestantów).
Przy kościele znajdował się cmentarz, w 2020 roku podczas prac archeologicznych odkryto przy świątyni dwa groby na różnych poziomach.

## Architektura
Budowla w stylu barokowym, na planie ośmioboku foremnego o boku 7 metrów i o wysokości 12 metrów, nakryta ośmiopołaciowym, namiotowym dachem zwieńczonym sygnaturką. Z XVIII wieku zachowały się trzy barokowe ołtarze oraz ambona. We wnętrzu kościoła znajdują się organy firmy Ed. Horn Breslau z 1875 r. W 2007 roku zostały zdemontowane i poddane renowacji. Renowację przy zachowaniu techniki budowy organów z XIX w. wykonuje Romuald Greiss (remont trwa od roku 2005). Kościół jest ogrzewany (12 stycznia 2008 zostało zamontowane ogrzewanie promiennikowe o mocy elektrycznej 24 kW). W kwietniu 2008 zostały przywrócone balaski i ławki. W końcu roku 2008 zakończył się remont obu zakrystii. W marcu 2009 zamontowano nowe schody do ołtarza głównego.
Przed II wojną światową zaproponowano cztery projekty rozbudowy kościoła. Wspólną ich cechą było dobudowanie nawy w kierunku północy (przez co kościół straciłby zorientowanie) i przerobienie obecnego kościoła na prezbiterium nowo powstałej świątyni. Nie doszło do realizacji żadnego z tych projektów. Na bytomskiej świątyni wzorowano się przy budowie kamiennego kościoła Świętego Krzyża w Mysłowicach.

## Organy
Organy Eduarda Horna w kościele św. Ducha w Bytomiu pochodzą z 1875 r., jest to niewielki, niemiecki instrument romantyczny, ośmiogłosowy, mechaniczny posiadający jeden manuał i pedał.

### O producencie
Horn (Hörn) – wytwórnia organów piszczałkowych założona przez fortepianmistrza, organmistrza, korektora i stroiciela O. Horna działała we Wrocławiu w latach 1856 – 1926, od roku 1918 przy Klosterstrasse 47 (obecnie Traugutta). Funkcjonowała także jako skład i wypożyczalnia fortepianów i pianin.
Obecnie w kraju znanych jest tylko kilka egzemplarzy instrumentów tego producenta.

### Charakterystyka
Instrument znajduje się na murowanym chórze nad wejściem do kościoła. W jego wnętrzu zachował się napis: Ed. Horn Orgelbaumeister in Breslau 1875 r. Na tylnej części szafy organowej ocalały ręczne adnotacje organistów; najstarsza z nich pochodzi sprzed I wojny światowej, ostatnia z 1990 roku, roku w którym organy zagrały po raz ostatni, późniejszy ich stan techniczny dyskwalifikował je z dalszego użytku (szafa organowa jak i drewniane piszczałki zniszczona przez drewnojady, pęknięta wiatrownica, zniszczone piszczałki cynowe, dziurawy miech) W czasie I wojny światowej zabrano oryginalne cynowe piszczałki prospektu, w ich miejsce w latach 50. wstawiono cynkowe. Obecnie wrócono do wersji pierwotnej i zamontowano nowe piszczałki cynowe wykonane według starych menzur.
Instrument o trakturze mechanicznej z wiszącą klawiaturą systemu francuskiego.
Wewnątrz znajdują się dwie wiatrownice:
- 1. manuałowa: zasuwowo – klapowa
- 2. pedałowa: stożkowa

Zakresy klawiatur:
- 1. manuał: C – c³
- 2. pedał: C – c1

Prospekt trójwieżyczkowy jest stylizacją neobarokową z XIX w. Wieżyczka centralna wyższa od skrajnych; wszystkie trzy wieżyczki piszczałkowe w postaci trzech półkolistych ryzalitów, między którymi umieszczone są dwa niższe, symetryczne, prostokątne pola piszczałkowe. Prospekt marmuryzowany i złocony złotem karatowym, klawiatura z kości bawolej i hebanu.
W roku 2011 zamontowano dmuchawę elektryczną. Zachowana przy tym została możliwość ręcznego kalikowania.

### Dyspozycja
- 1.	Principal 8 Fuss
- 2.	Octave 4 Fuss
- 3.	Gamba 8 Fuss
- 4.	Portunal 8 Fuss
- 5.	Flöte 8 Fuss
- 6.	Flaut – amabile 4 Fuss
- 7.	Raussch – Quinte 2 Fuss
- 8.	Subbass 16 Fuss
- 9.	Pedal – koppel

## Galeria

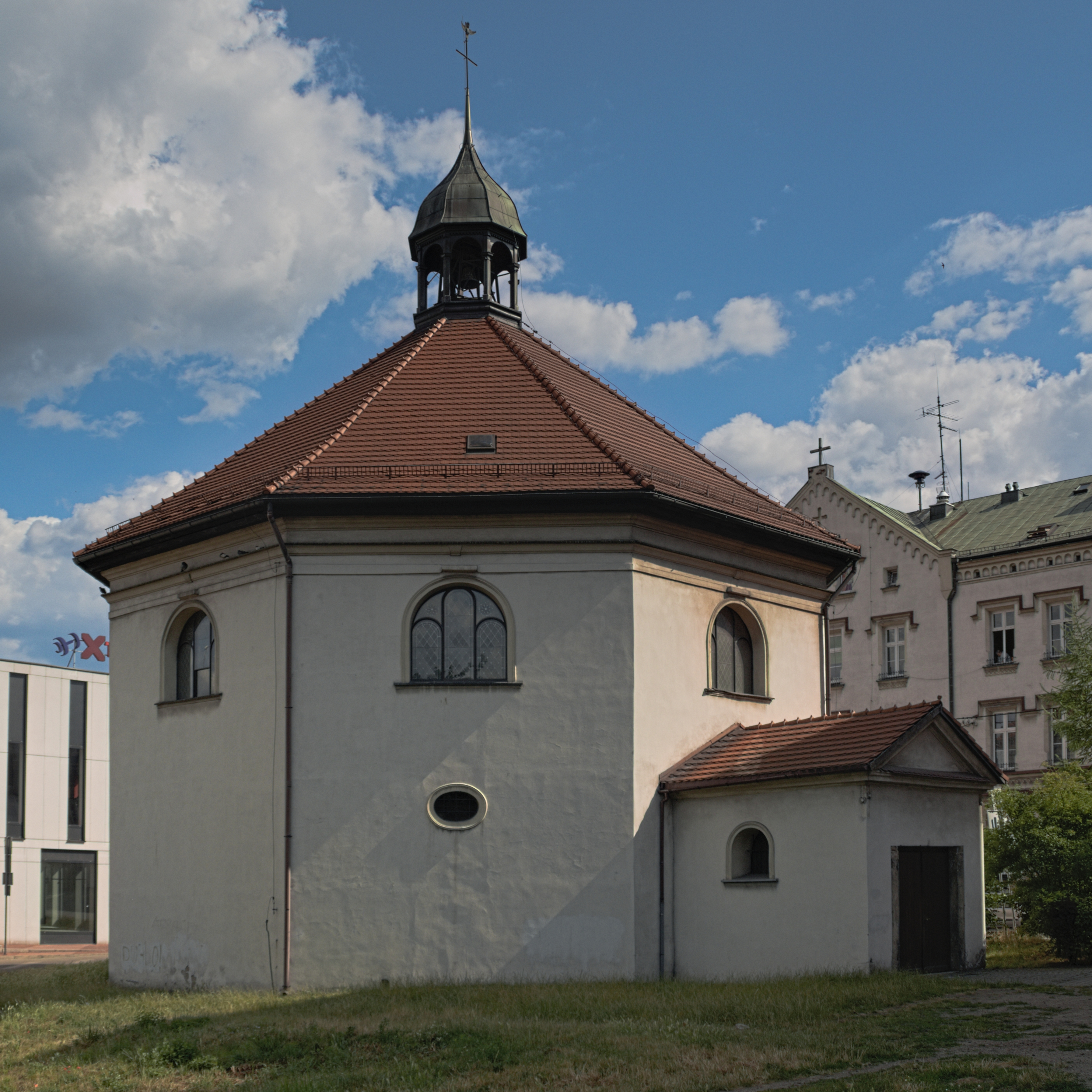
Widok od północy (2019)
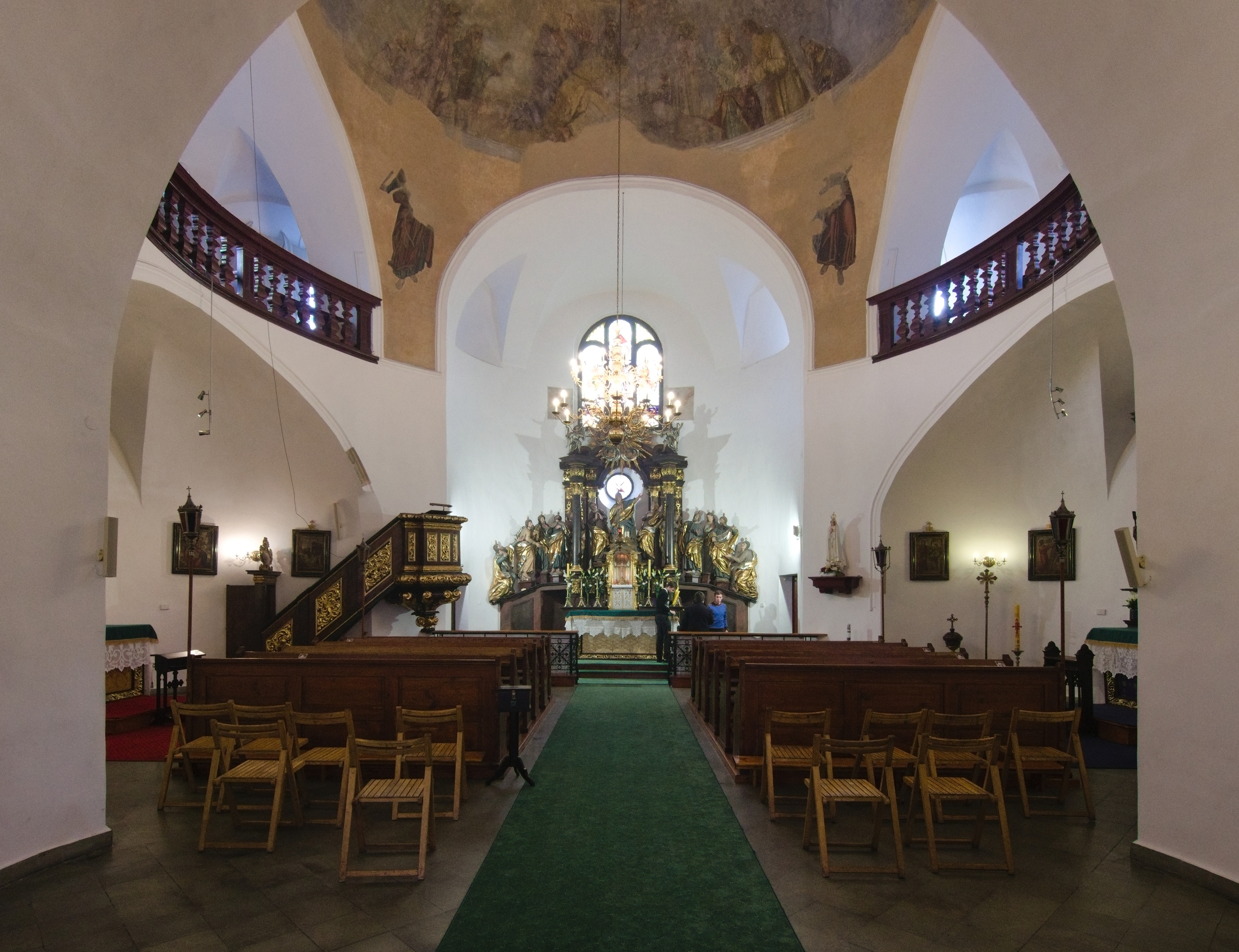
Wnętrze (2022)
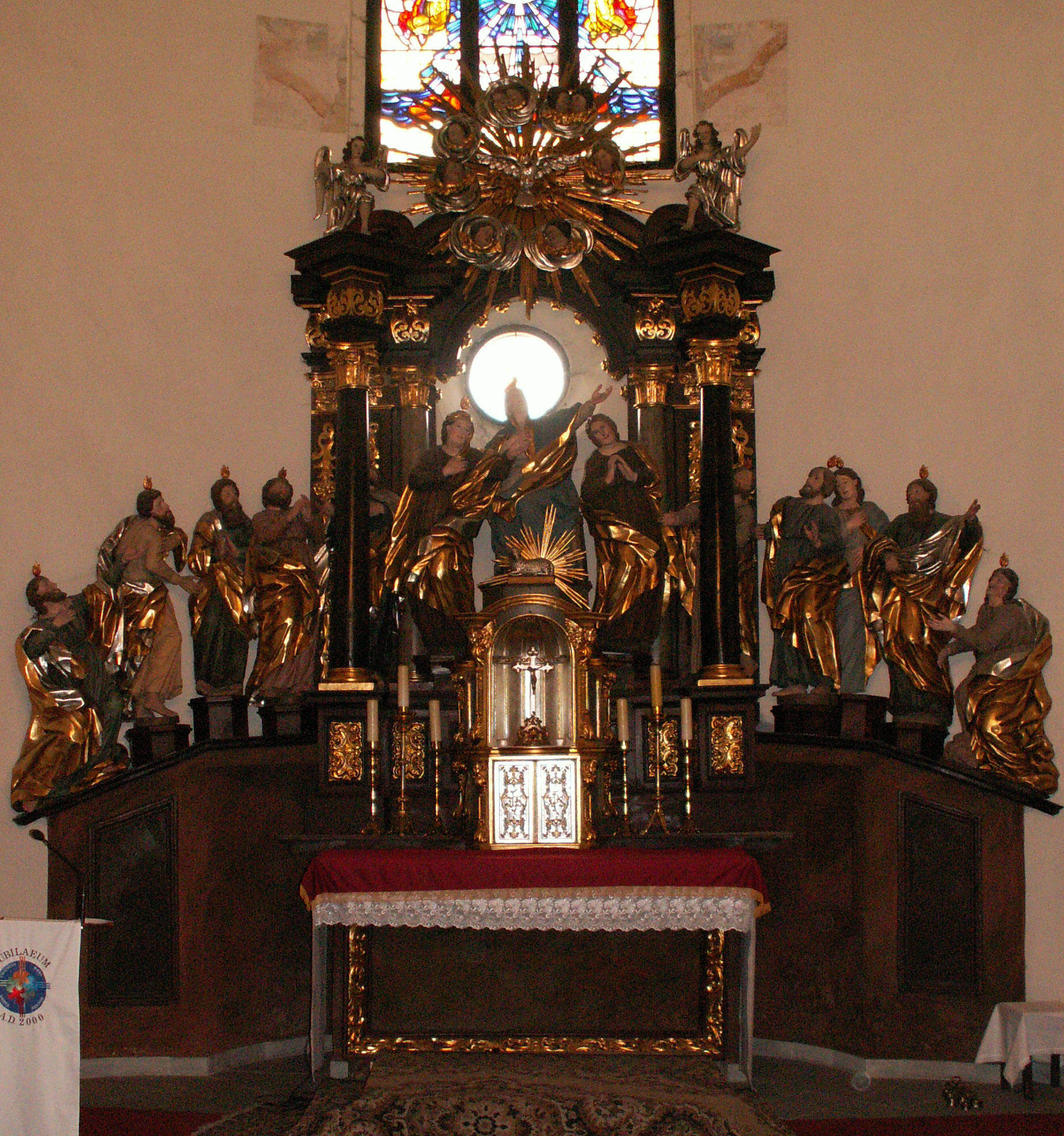
Ołtarz główny
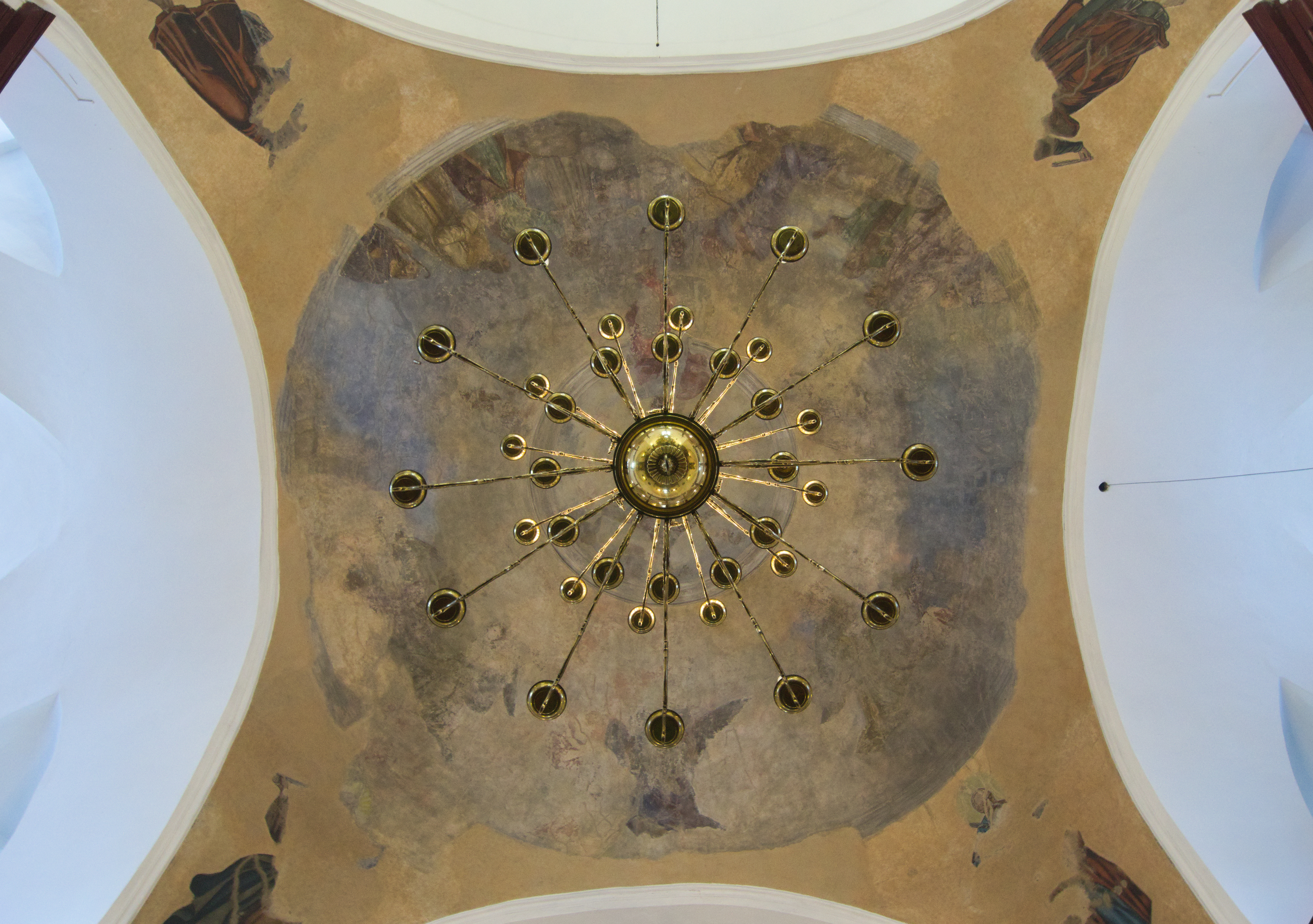
Sklepienie (2022)
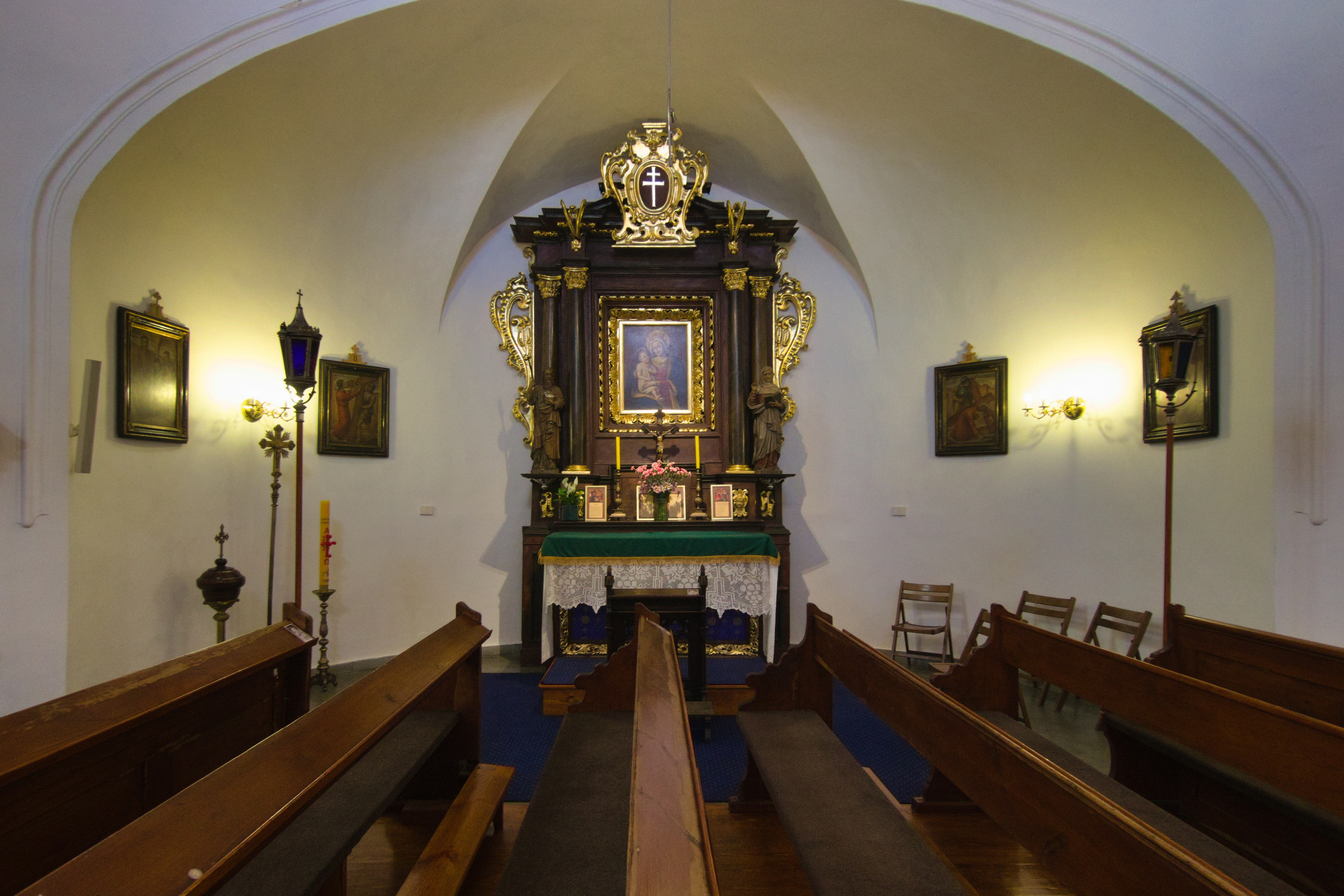
Południowy ołtarz boczny (2022)
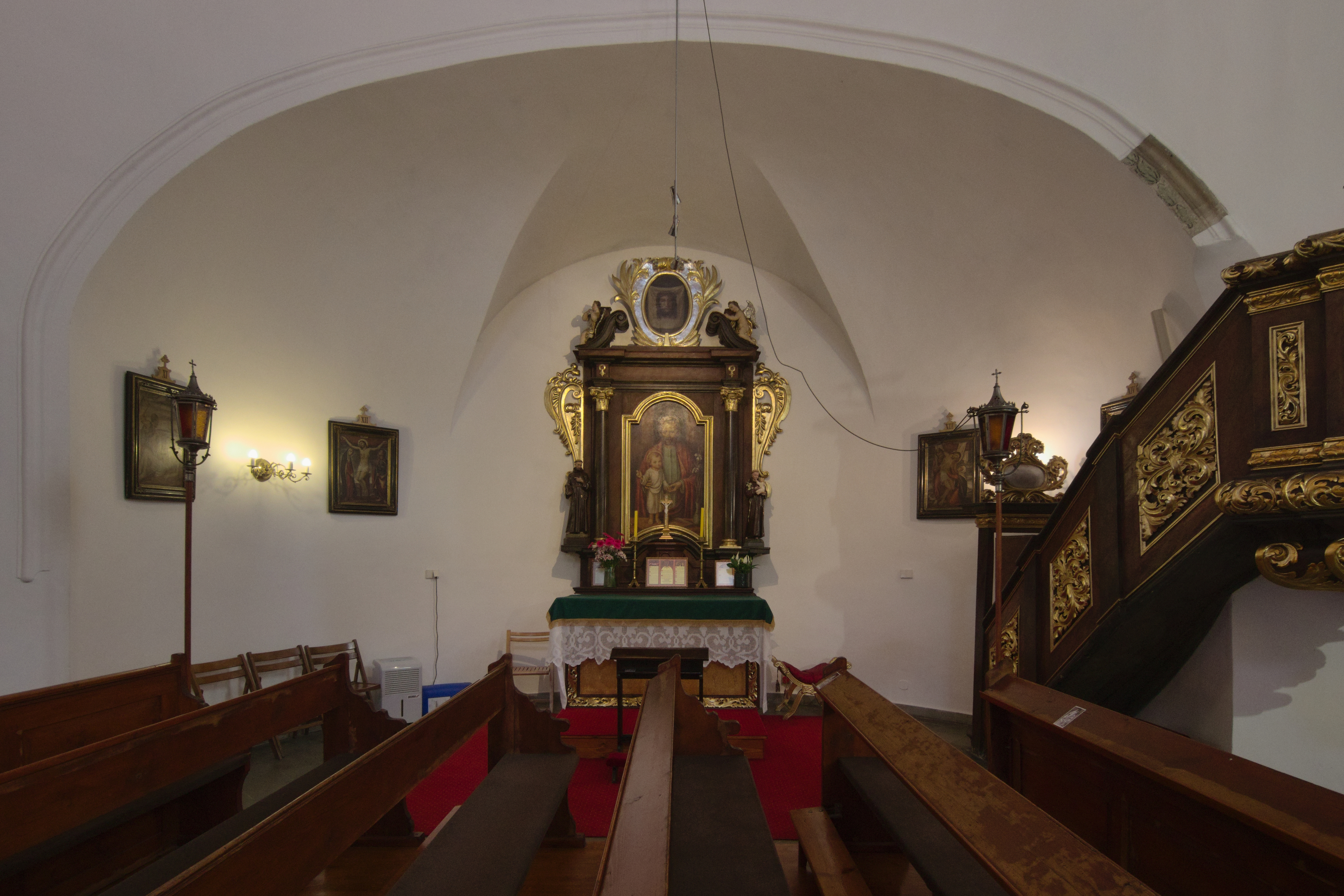
Północny ołtarz boczny (2022)
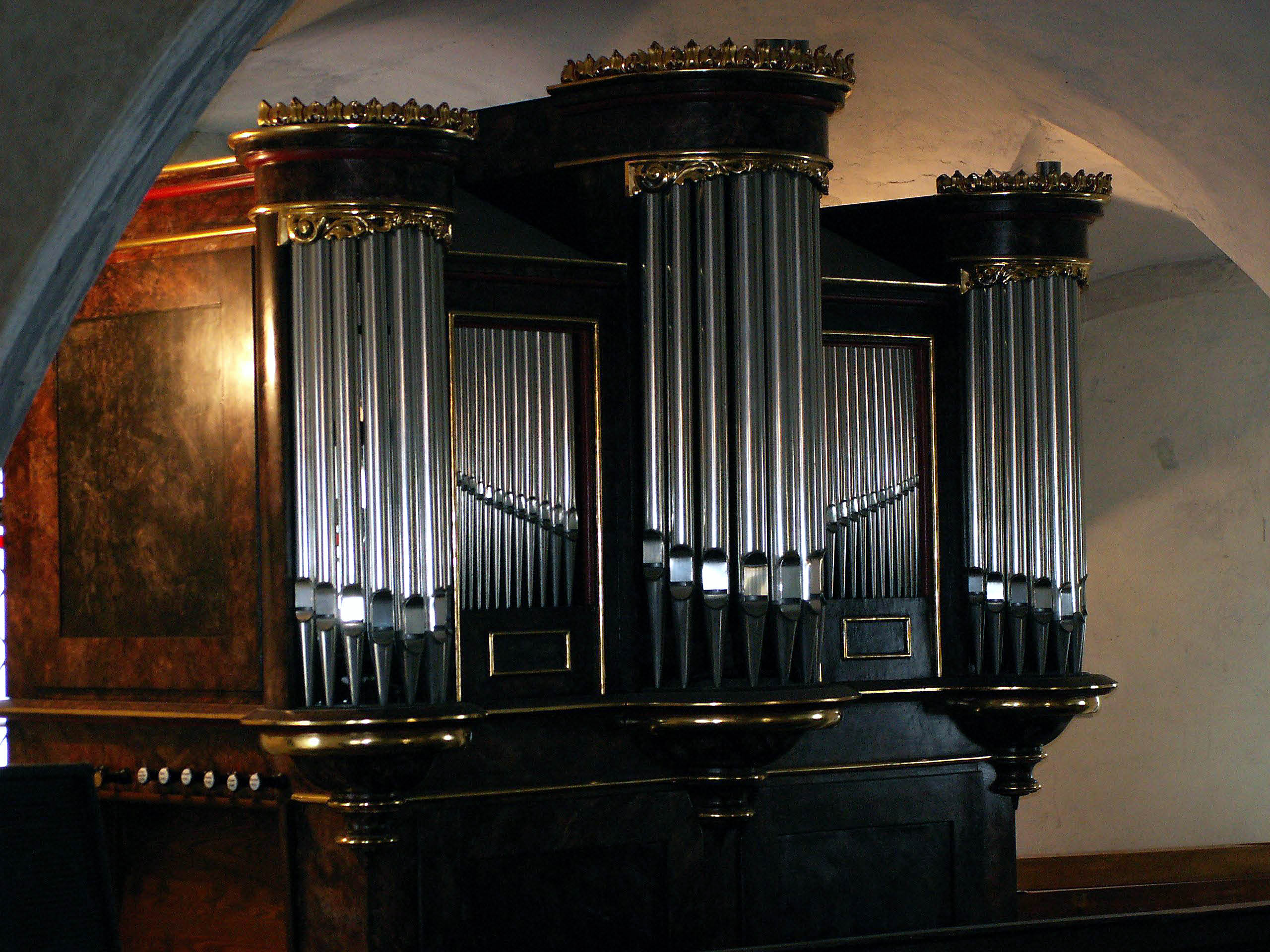
Prospekt organowy z piszczałkami cynowymi (2008)
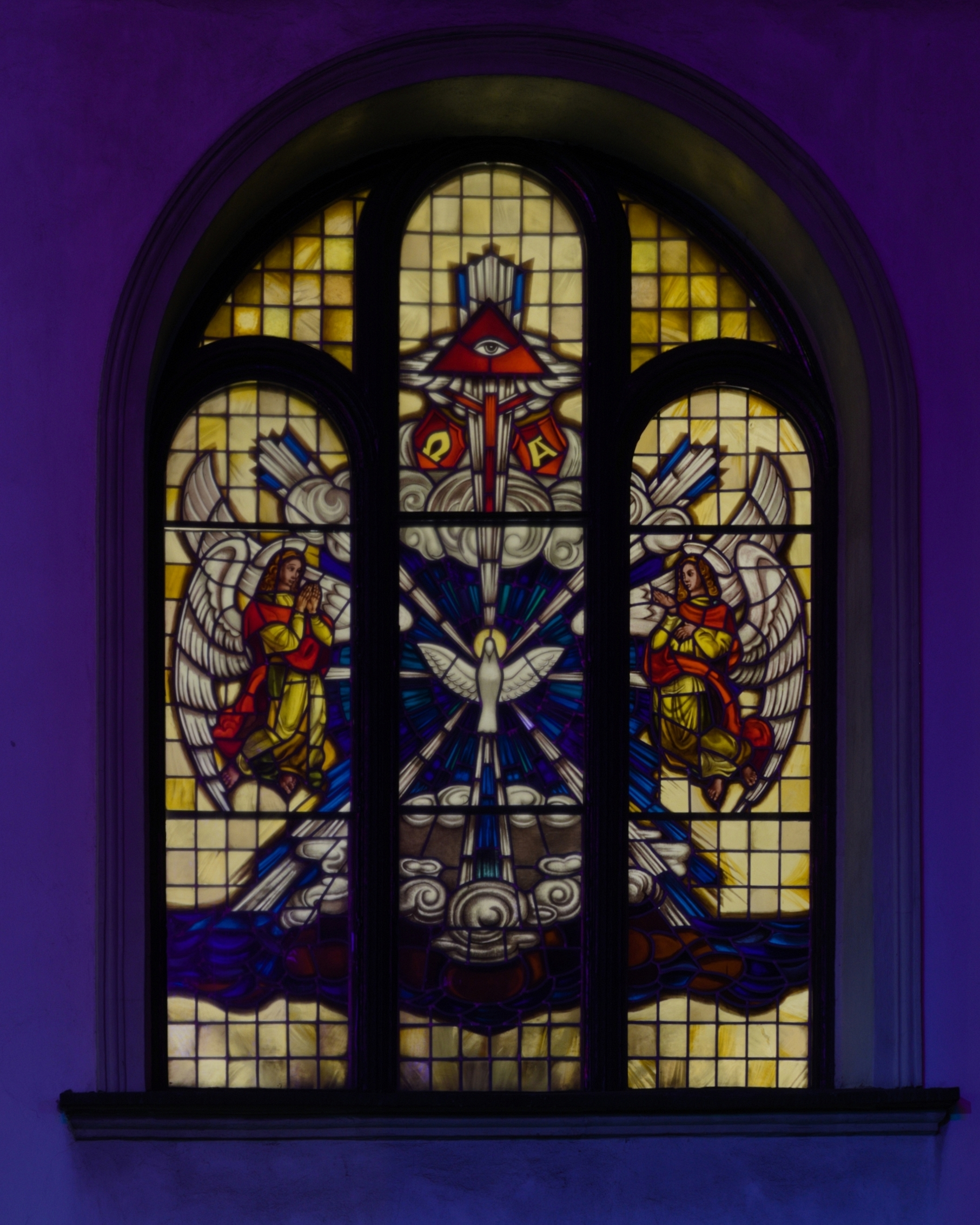
Witraż z wizerunkiem Ducha Świętego jako gołębicy w oknie wschodnim (2019)
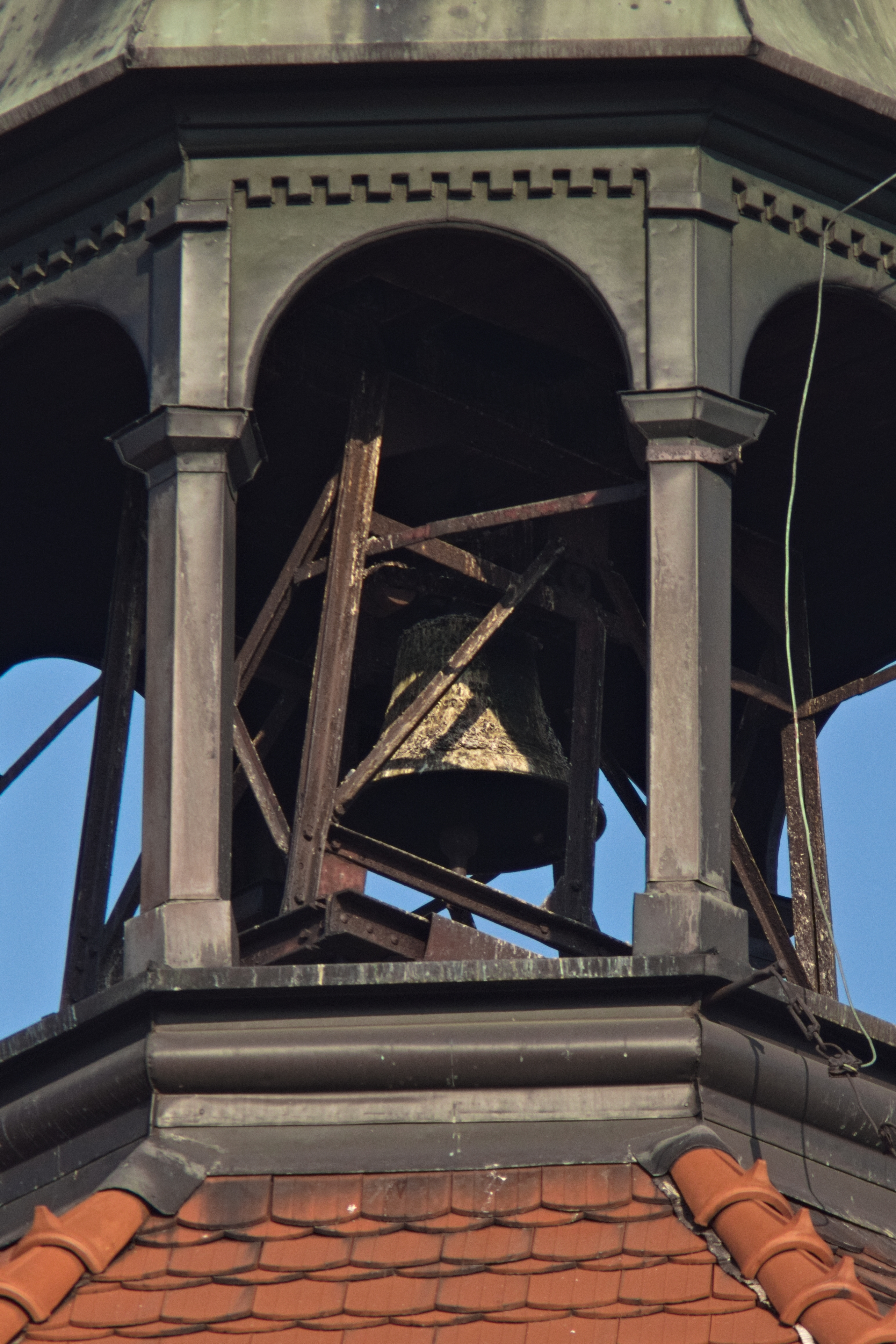
Dzwon (2019)